# 서울말 따라잡기
서울말 따라잡기는 KBS 한민족방송(AM 972, 6015, 1170㎑)에서 매일 새벽 1시 5분부터 새벽 1시 10분까지 방송되는 라디오 프로그램이다.

## 프로그램 정보
- 남북간 우리말의 이질화를 방지하고 서울 표준어와 평양 문화어의 통일성을 추구하여 우리말의 하나됨에 기여하고자 합니다.